# Raionul Adâncata
Raionul Adâncata, întâlnit și sub forma Raionul Hliboca (în ucraineană Глибоцький район) era unul din cele 11 raioane administrative din regiunea Cernăuți din Ucraina, cu reședința în orașul Adâncata. A fost înființat în anul 1956, fiind inclus în componența RSS Ucrainene. Începând din anul 1991, acest raion făcea parte din Ucraina independentă. A fost desființat în 2020, iar teritoriul său a fost inclus în componența raionului Cernăuți.
Acest raion avea o suprafață de 673 km² și 72.676 locuitori (2001) , în mare majoritate de naționalitate moldoveni (români). Din componența raionului făcea parte orășelul Adâncata și 24 comune rurale.
Înainte de ocuparea Basarabiei și Bucovinei de nord de către Uniunea Sovietică în 1940, teritoriul său a făcut parte din 
- Bucovina - având localități din 3 județe ale Regatului României: Cernăuți, Rădăuți și Storojineț, și din
- Ținutul Herța - comuna Tureatca și satul aparținător Poieni și satul Sinăuții de Jos (anterior, Sinăuți-Regat) din județul Dorohoi.

## Geografie
Raionul Adâncata este situat în partea de sud a regiunii Cernăuți, la poalele Munților Carpați. Raionul ocupă un teritoriu situat pe văile râurilor Siret (ambele maluri) și Prut (malul sudic) și pe dealurile împădurite ce despart aceste văi.
În prezent, raionul se învecinează în partea de nord cu municipiul Cernăuți, în partea de vest cu raionul Storojineț, în partea de est cu raionul Herța și în partea de sud cu județul Suceava din România.
Raionul Adâncata este frontieră de stat cu România, pe o lungime de 47,2 km. În acest raion, funcționează 5 puncte de trecere a frontierei în/din România:
- Vadul Siret - Vicșani - punct internațional de trecere feroviar
- Porubna (Tereblecea) - Siret - punct internațional de trecere auto și pietonal
- Vadul Siret - Vicșani - punct de trecere simplificată cu specific feroviar și pietonal
- Fântâna Albă - Climăuți - punct de trecere simplificată cu specific rutier
- Volcinețul Nou - Vășcăuți - punct de trecere simplificată cu specific rutier

Raionul Adâncata este străbătut de cursurile mai multor ape, cele mai importante dintre acestea fiind Siret (33,6 km), Derelui (14,3 km) și Siretul Mic (13,8 km).

## Istoric
Pe teritoriul actual al acestui raion, în 1497 a avut loc Bătălia de la Codrii Cosminului, în care Ștefan cel Mare a atras în capcană și nimicit armata nobililor polonezi, condusă de regele Poloniei Ioan Albert, ceea ce a rămas cunoscută în cultura populară poloneză ca "bătălia unde au pierit cavalerii". Tot pe teritoriul raionului, în 1941 a avut loc Masacrul de la Fântâna Albă, unde trupele sovietice au măcelărit între 200 și 2000 de civili care doreau să scape de persecuțiile ocupației sovietice refugiindu-se în România.

## Demografie

### Numărul populației la 1 ianuarie
| 2013    | 2014    | 2015    |
| ------- | ------- | ------- |
| ▲73.531 | ▲73.637 | ▲73.938 |

- Sursă:[3]

### Structura etnolingvistică
Componența lingvistică a raionului Adâncata
     Ucraineană (52,56%)
     Română (45,97%)
     Rusă (1,15%)
     Alte limbi (0,29%)
     Români (51,39%)
     Ucraineni (46,82%)
     Ruși (1,21%)
     Alte etnii (0,58%)
Conform recensământului din 2001, majoritatea populației raionului Adâncata era vorbitoare de ucraineană (52,56%), existând în minoritate și vorbitori de română (45,97%) și rusă (1,15%).
La recensământul din 1989, raionul Adâncata avea 68.009 locuitori.
Conform recensământului efectuat de autoritățile ucrainene în anul 2001, populația raionului Adâncata era de 72.676 locuitori, fiind împărțită în următoarele grupuri etnice:
- Ucraineni - 34.025 (46,82%)
- Români -  37.348 (51,39%)

(inclusiv Moldoveni -  4.425 (6,09%))
- Ruși -  877 (1,21%)
- Alții -  426 (0,58%) [5].[6]

De asemenea, 12,80% din populația raionului locuia în așezări urbane (9.302 locuitori) și 87,20% în așezări rurale (63.374 locuitori).
Cele mai populate localități sunt orașul Adâncata - 9.223 locuitori și satele Petriceni (Camenca) - 6.284, Ceahor - 4.264, Molodia - 3.822 și Voloca pe Derelui - 3.035.

### Comunitatea românească din raion
Conform recensământului din 1989, locuitorii care s-au declarat români plus moldoveni din raionul Adâncata erau majoritari în următoarele localități :
- Poieni - 99,06%
- Stănești - 98,14%
- Cupca - 97,71%
- Sinăuții de Sus - 97,69%
- Bahrinești - 97,55%
- Oprișeni - 97,45%
- Grușăuți - 96,71%
- Sinăuții de Jos - 96,14%
- Iordănești - 95,58%
- Prevoroche - 94,02%
- Prosica - 93,65%
- Voloca pe Derelui - 92,37%
- Carapciu - 91,65%
- Tureatca - 91,42%
- Dimca - 91,22%
- Corcești - 90,90%
- Tereblecea (Terebliște) - 80,30%
- Prisăcăreni - 73,79%
- Molodia - 67,78%
- Valea Cosminului - 63,14%
- Corovia - 55,87%
- Suceveni - 88,08%

Ar mai fi de menționat și faptul că în localitatea Fântâna Albă majoritatea populației este formată din etnici ruși-lipoveni (91,79%).

## Economie
În raionul Adâncata funcționează 13 întreprinderi industriale, dintre care 11 sunt în proprietate privată și două sub alte forme de proprietate. Industria raionului este specializată în principal pe procesarea produselor agro-alimentare.
Agricultura este principala ocupație a locuitorilor raionului, aici desfășurându-și activitatea 29 societăți comerciale.

## Învățământ și cultură
În raionul Adâncata există 46 de instituții de învățământ, dintre care 25 școli de limbă ucraineană, 20 școli de limba română și o școală de limba rusă. Ființează aici 33 instituții de cultură (dintre care 10 cămine culturale și 23 cluburi culturale), un cinematograf și 38 biblioteci rurale.
De asemenea, funcționează aici un spital raional cu o capacitate de 370 paturi, 3 spitale rurale, 10 ambulatorii medicale și 20 cabinete medicale, plus 13 farmacii sub toate formele de proprietate .

## Localități
Raionul Adâncata este compus din:
- 1 orășel - Adâncata - reședința administrativă

| Orașe și așezări de tip urbane |                    |               |                  |               |                                                |           |
| Nume                           | Nume               | Nume          | Nume             | Nume          | Nume                                           | Locuitori |
| română                         | ucraineană         | ucraineană    | rusă             | rusă          | germană (în perioada administrației austriece) | Locuitori |
| română                         | scriere ucraineană | transliterare | scriere rusească | transliterare | germană (în perioada administrației austriece) | Locuitori |
| Adâncata (Hliboca)             | Глибока            | Hliboka       | Глыбокая         | Glibokaia     | Hliboka                                        | 9.223     |

- 37 sate [9], dintre care: 
  - 24 comune sau selsoviete  astfel:

| Comune                                    |                          |                           |                           |                             |                                                |           |
| Nume                                      | Nume                     | Nume                      | Nume                      | Nume                        | Nume                                           | Locuitori |
| română                                    | ucraineană               | ucraineană                | rusă                      | rusă                        | germană (în perioada administrației austriece) | Locuitori |
| română                                    | scriere ucraineană       | transliterare             | scriere rusească          | transliterare               | germană (în perioada administrației austriece) | Locuitori |
| Bahrinești                                | Багринівка               | Bahrinivka                | Багриновка                | Bagrinovka                  | Bahrinestie                                    | 1.456     |
| Carapciu pe Siret                         | Карапчів                 | Karapciv                  | Карапчов                  | Karapciov                   | Karapcziu                                      | 2.092     |
| Ceahor                                    | Чагор                    | Ciagor                    | Чагор                     | Ciagor                      | Czahor (Tschahor)                              | 4.264     |
| Cerepcăuți                                | Черепківці               | Cerepkivți                | Черепковцы                | Cerepkovțî                  | Czerepkoutz                                    | 2.082     |
| Corcești                                  | Корчівці                 | Korcivți                  | Корчовцы                  | Korciovțî                   | Korczestie                                     | 1.733     |
| Corovia                                   | Коровія                  | Koroviia                  | Коровия                   | Koroviia                    | Korowia                                        | 2.992     |
| Cupca                                     | Купка                    | Kupka                     | Купка                     | Kupka                       | Kupka                                          | 2.671     |
| Dimca (Trestiana)                         | Димка                    | Dimka                     | Димка                     | Dimka                       | Dymka                                          | 1.855     |
| Iordănești                                | Йорданешти (Підлісне)    | Iordanești (Pidlisne)     | Иорданешты (Подлесное)    | Iordaneștî (Podlesnoe)      | Jordanestie                                    | 2.263     |
| Lucovița (Lucovița Ucraineană, Luncavița) | Луковиця                 | Lukoviția                 | Луковица                  | Lukovița                    | Lukawitza am Sereth                            | 1.412     |
| Mihuceni                                  | Михайлівка               | Mihailivka                | Михайловка                | Mihailovka                  | Mihuczeni                                      | 745       |
| Molodia (Mologhia, Plaiul Cosminului)     | Молодія                  | Molodiia                  | Молодия                   | Molodiia                    | Molodia                                        | 3.822     |
| Oprișeni                                  | Опришени (Дубівка)       | Oprișeni (Dubivka)        | Опришены (Дубовка)        | Oprișenî (Dubovka)          | Oprischeny                                     | 2.408     |
| Petriceni (Camenca)                       | Камянка                  | Kamianka                  | Каменка                   | Kamenka                     | Kamenka                                        | 6.284     |
| Sinăuții de Sus                           | Верхні Синівці           | Verni Sinivți             | Верхние Синeвцы           | Vernie Sinevțî              | Ober-Synoutz                                   | 479       |
| Stănești (Stăneștii pe Siret)             | Станівці                 | Stanivți                  | Становцы                  | Stanovțî                    | Stanestie am Sereth                            | 2.798     |
| Stârcea                                   | Стерче                   | Sterce                    | Стерчье                   | Sterce                      | Stircze (Burlintz)                             | 1.231     |
| Suceveni                                  | Сучевени (Широка Поляна) | Suceveni (Șiroka Poliana) | Сучевены (Широкая Поляна) | Sucevenî (Șirokaia Poliana) | Suczaweny                                      | 1.661     |
| Tărășeni (Tătărășeni)                     | Тарашани                 | Tarașani                  | Тарашаны                  | Tarașanî                    | Terescheni                                     | 987       |
| Tereblecea (Terebliște, Porubna)          | Тереблеcе (Порубне)      | Terebletsche (Porubne)    | Тереблечье (Порубное)     | Tereblece (Porubnoe)        | Tereblestie                                    | 2.883     |
| Tureatca                                  | Турятка                  | Turiatka                  | Турятка                   | Turiatca                    | -                                              | 1.908     |
| Valea Cosminului                          | Валя Кузьмина            | Valia Kuzmina             | Валя Кузьмина             | Valia Kuzmina               | Franzthal                                      | 1.864     |
| Volcineț (Volcinețul Vechi)               | Старий Вовчинець         | Staryj Wowtschynez        | Старый Волчинец           | Stary Woltschinez           | Wolczynetz                                     | 2.039     |
| Voloca pe Derelui (Voloca)                | Волока                   | Voloka                    | Волока                    | Voloka                      | Woloka am Derelui                              | 3.035     |

- - 13 sate, care nu sunt și selsoviete, adică nu au administrație proprie, astfel:

| Sate                            |                    |                 |                   |                   |                                                |           |                            |
| Nume                            | Nume               | Nume            | Nume              | Nume              | Nume                                           | Locuitori | Comuna                     |
| română                          | ucraineană         | ucraineană      | rusă              | rusă              | germană (în perioada administrației austriece) | Locuitori | Comuna                     |
| română                          | scriere ucraineană | transliterare   | scriere rusesască | transliterare \|  | germană (în perioada administrației austriece) | Locuitori | Comuna                     |
| Cotul Bainschi (Cutul Bainschi) | Кут                | Kut             | Кут               | Kut               | Kotul Bainschi                                 | 439       | Lucovița                   |
| Dumbrava Roșie (Chicera)        | Червона Діброва    | Cervona Dibrova | Червоная Диброва  | Cervonaia Dibrova | Kiczera                                        | 659       | Mihuceni                   |
| Fântâna Albă                    | Біла Криниця       | Bila Krynyzja   | Белая Криница     | Belaja Kriniza    | Fontina Alba                                   | 169       | Volcineț                   |
| Gărbăuți (Gârbovăț, Gherbăuți)  | Горбівці           | Horbivți        | Горбовцы          | Gorbovțî          | Gerboutz                                       | 932       | Tereblecea                 |
| Grușăuți                        | Грушівка           | Grușivka        | Грушовка          | Grușovka          | -                                              | 1.187     | Voloca pe Derelui (Voloca) |
| Petriceanca                     | Петричанка         | Petriciana      | Петричанка        | Petrișanka        | Petriczanka                                    | 641       | Suceveni                   |
| Poieni (Poieni-Regat, Puieni)   | Поляна             | Poliana         | Поляна            | Poliana           | Pojeni                                         | 466       | Tureatca                   |
| Prevoroche                      | Привороки          | Privoroki       | Привороки         | Privoroki         | Preworoki                                      | 1.284     | Tărășeni                   |
| Prisăcăreni                     | Просокиряни        | Prosokiriani    | Проскиряны        | Proskirianî       | Presekareny                                    | 351       | Suceveni                   |
| Prosica                         | Просіка            | Prosika         | Просека           | Proseka           | Prossika                                       | 683       | Suceveni                   |
| Sinăuții de Jos                 | Нижні Синівці      | Nyschni Syniwzi | Нижние Синовцы    | Nischnije Sinowzy | Unter-Synoutz                                  | 984       | Sinăuții de Sus            |
| Slobozia-Berlinți               | Слобідка           | Slobidka        | Слободка          | Slobodka          | Slobodzia Berlince                             | 463       | Oprișeni                   |
| Volcinețul Nou                  | Новий Вовчинець    | Novii Vovcineț  | Новый Волчинец    | Novîi Wovcineț    | -                                              | 330       | Cerepcăuți                 |